# Asia-Pacífico

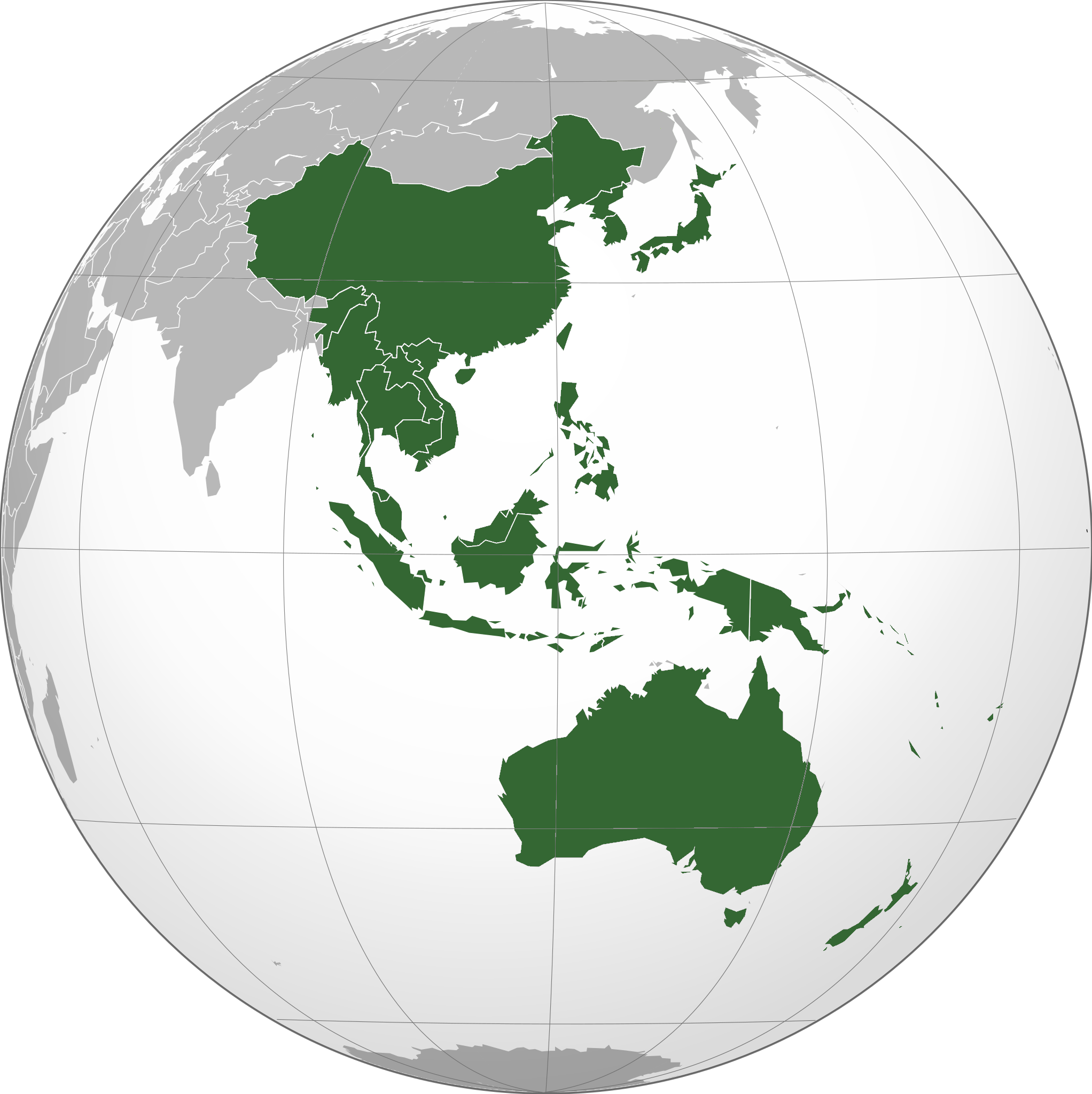
Países que siempre se incluyen en la definición de Asia-Pacífico.

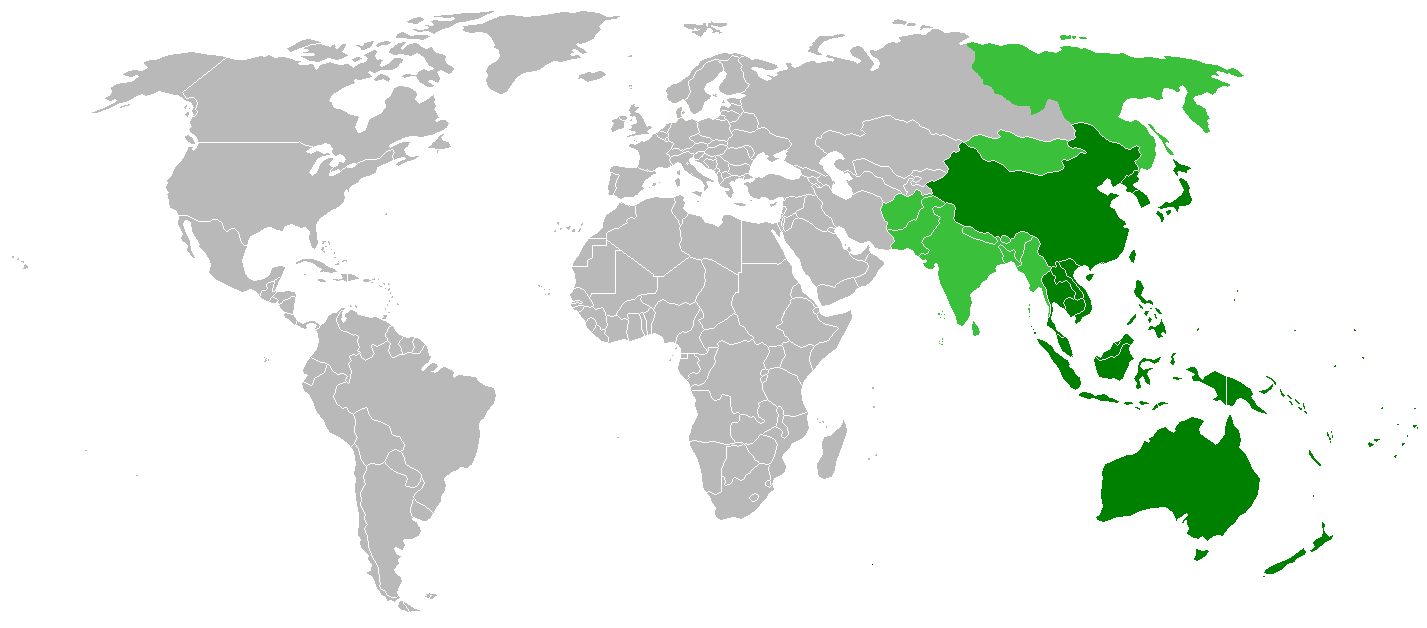
Países que siempre son considerados como parte de la región
Países que ocasionalmente son considerados parte de la región

Asia-Pacífico o Asia Pacífico (abreviado como Asia-Pac, AsPac, APAC, APJ, JAPA o JAPAC) es una región del mundo que se encuentra dentro o cerca del océano Pacífico occidental. Los países que la conforman varían según el contexto, pero siempre incluye a la totalidad del Sudeste Asiático y Oceanía, así como gran parte de Asia Oriental.
El término también puede incluir a Rusia (en el Pacífico norte) y a los países de América que se encuentran en la costa del este del océano Pacífico; el Foro de Cooperación Económica Asia-Pacífico, por ejemplo, incluye a Canadá, Chile, Rusia, México, Perú y Estados Unidos. A veces, también comprende toda Asia y Australia, así como pequeñas, medianas o grandes naciones insulares del Pacífico.

## Principales países y territorios de datos
| País / territorio  | Capital             | Área (km²) | Población     |
| ------------------ | ------------------- | ---------- | ------------- |
| China              | Pekín               | 9 671 018  | 1 339 530 000 |
| Corea del Norte    | Pionyang            | 120 540    | 23 906 000    |
| Corea del Sur      | Seúl                | 100 140    | 50 062 000    |
| Japón              | Tokio               | 377 944    | 127 470 000   |
| Mongolia           | Ulan Bator          | 1 564 116  | 2 736 800     |
| Brunéi             | Bandar Seri Begawan | 5 765      | 407 000       |
| Camboya            | Phnom Penh          | 181 035    | 14 805 000    |
| Filipinas          | Manila              | 299 764    | 103 775 002   |
| Indonesia          | Yakarta             | 1 904 569  | 237 556 363   |
| Laos               | Vientián            | 236 800    | 6 320 000     |
| Malasia            | Kuala Lumpur        | 329 847    | 30 185 787    |
| Singapur           | City of Singapur    | 710        | 5 183 700     |
| Tailandia          | Bangkok             | 513 120    | 67 764 000    |
| Timor Oriental     | Dili                | 14 874     | 1 171 000     |
| Vietnam            | Hanói               | 331 210    | 88 069 000    |
| Australia          | Canberra            | 7 617 930  | 25 154 782    |
| Birmania           | Naypyidaw           | 676 578    | 50 496 000    |
| Hong Kong          | Hong Kong           | 1 104      | 7 055 071     |
| Macao              | Macao               | 29         | 541 200       |
| Nueva Zelanda      | Wellington          | 268 021    | 4 357 437     |
| Papúa Nueva Guinea | Port Moresby        | 462 840    | 6 732 000     |
| Taiwán             | Taipéi              | 36 191     | 23 119 772    |